# San Giuliano di Puglia
San Giuliano di Puglia – miejscowość i gmina we Włoszech, w regionie Molise, w prowincji Campobasso.
Według danych na rok 2004 gminę zamieszkiwały 1163 osoby, 28,4 os./km².